# 防空鐵拳
防空鐵拳（德文:Fliegerfaust）是第二次世界大戰末期德國士兵使用的手提防空火箭彈。由於在二戰末期，德軍失去制空權（尤其在西線），面對盟軍的戰鬥轟炸機（例如美軍的P-47和蘇軍伊爾-2）而研製出來的步兵手提防空火箭彈。研發此武器的雨果·施耐德金屬製品廠（Hugo Schneider AG，HASAG）就是研發鐵拳反坦克火箭筒的單位，其基本結構就是一俱多管火箭發射器。

## 型號
防空鐵拳被分成A型和B型:

### 防空鐵拳A型
實驗型，每個防空鐵拳祇可上4發火箭彈

### 防空鐵拳B型
量產型，每個防空鐵拳比实验型多出5发火箭弹，使得单具防空铁拳的备弹数达到9发。使用時托在肩上發射，如同現今的肩射防空飛彈，瞄準低飛的敵機按下扳機後會先射出4發，再過0.2秒後再射出剩下的5發，火箭彈可以命中在500米(理論射高為2000米)低空的敵機，當射完後祇要在尾部重新上火箭彈後又可發射，此9發火箭彈是一起被放在一個類似左輪手槍的圓盤上，一裝上就是9發，很方便快捷

## 實戰
防空鐵拳由1945年1月開始生產，當時德國軍方下了1萬具防空鐵拳和400萬發火箭彈的訂單，但還未全面配發給德軍士兵，二戰就結束了，那時候只生產出80具，而在實戰當中發現防空鐵拳的射高還是不夠打敵機，於是德國人曾計劃進一步改良以增加其射高和威力，但隨著二戰結束而無下文，二戰後出現的肩射防空飛彈可說是防空鐵拳的改良。
1945年柏林保衛戰期間，德軍士兵在保衛勃蘭登堡門的戰鬥當中曾使用過防空鐵拳，但不是打蘇軍戰機而是打蘇軍士兵，發現效果良好。

## 基本資料（防空鐵拳B型）
- 全長:131.8厘米
- 空重:6.6公斤
- 最重:9.1公斤
- 火箭彈口徑:20毫米
- 火箭彈初速:350米/秒
- 射高:500米(理論為2000米)
- 載彈數:9發

## 流行文化

### 漫畫
- 由日本漫畫家小林源文編繪的二戰漫畫「福字號虎戰車」，當中出現了防空鐵拳。

故事講二戰末期，一艘德國潛艇離開德國去緬甸，內裡藏有各種德軍秘密武器，此艘潛艇來到一個仍被日本人控制的港口，此批武器就落入駐緬甸日軍手中並用來打英軍。

### 電子遊戲
- 《應徵入伍》